# Crabtree (planetka)
(4137) Crabtree je asteroid vnitřního hlavního pásu planetek obíhající Slunce mezi drahami Marsu a Jupiteru, který byl objeven 24. listopadu 1970 českým astronomem Lubošem Kohoutkem na Hamburské observatoři ve čtvrti Bergedorf a předběžně označen jako 1970 WC. Později byl označovaný jako 1972 GK1, 1977 RO6 a 1986 AV1, než bylo v Minor Planet Circulars 18. září 2005 zveřejněno jeho nové pojmenování na počest anglického obchodníka s textilem a amatérského astronoma Williama Crabtree (1610–1644), který byl jedním ze dvou anglických astronomů, kteří 4. prosince 1639 (24. listopadu podle tehdy platného Juliánského kalendáře) pozorovali přechod Venuše (druhým pozorovatelem byl Jeremiah Horrocks). Asteroid je řazen ke skupině asteroidů s označením 9104 MB-inner, v níž převažují planetky spektrálního typu S s albedem 0,2.

## Oběžná dráha a fyzické vlastnosti
(4137) Crabtree je kamenný asteroid třídy S, který oběhne Slunce ve vzdálenosti od 2,321 do 2,408 au jednou za 1 327,7 dní (více než 3,6 let). Nejblíže ke Slunci byl naposledy 24. dubna 2023, nejdále od Slunce 15. února 2025. Jeho oběžná dráha má excentricitu přibližně 0,0184 a inklinaci 3,8012° vůči ekliptice a za den se na ní průměrně posune o 0,2711°. Není to velký asteroid, jeho rovníkový průměr je mezi 6,54 až 7,27 km. Rotační perioda planetky, při níž se otočí okolo vlastní osy, je 13,6621 hodin. V období od března 2025 do roku 2050 se k Zemi nejvíce přiblíží 25. dubna 2034 (1,32 au), nejvzdálenější bude 6. května 2025 (3,41 au).
Od svého objevení byl asteroid pozorovaný více než 5,4 tisíce krát ze 32 pozic. Šestkrát byl spatřen i z území České republiky, z  observatoře v Kleti, kde byl pozorován 15–17. března 1990. Je jednou ze tří planetek, které 24. listopadu 1970 Luboš Kohoutek objevil; patří k ní asteroidy s předběžným označením 1970 WB a 1970 WD, z nichž jeden později obdržel jméno českého učitele národů (1861) Komenský (1970 WB).